# Burn The Hoods
„Burn The Hoods” – piosenka amerykańskiego rapera Ski Mask the Slump Goda. Została wydana 24 lipca 2020 roku nakładem wytwórni Victor Victor i Republic Records.

## Tło
Fragment utworu został po raz pierwszy opublikowany przez Ski Maska w październiku 2019 roku.
W czerwcu i lipcu 2020 r. Ski Mask opublikował kolejne fragmenty piosenki, a także teledysku.
17 lipca 2020 ukazała się w internecie oficjalna okładka i tytuł utworu.
Piosenka miała pierwotnie zawierać gościnny wers artysty TisaKorean.

## Tekst
W piosence Ski Mask the Slump God rapuje o rasizmie, niesprawiedliwości i nierówności. Tytuł piosenki nawiązuje do Ku Klux Klanu.

## Teledysk
Teledysk został wydany w tym samym czasie, co piosenka. Został wyreżyserowany przez Cole’a Bennetta. W filmie Ski Mask walczy z wyznawcami Ku Klux Klanu. Pod koniec teledysku rozbrzmiewa nowa, niewydana piosenka.

## Pozycje na listach
| Lista                             | Pozycja |
| --------------------------------- | ------- |
| Nowa Zelandia (Recorded Music NZ) | 24      |
| Bubbling Under Hot 100 Singles    | 22      |